# Wełykyj Dalnyk
Wełykyj Dalnyk – wieś na Ukrainie, w obwodzie odeskim, w rejonie bielajewskim. W 2001 roku liczyła 7672 mieszkańców.